# ویلیام جی. دبو
ویلیام جی. دبو (به انگلیسی: William Joseph Deboe) سناتور سابق عضو حزب جمهوری‌خواه ایالات متحده آمریکا بود. وی در سال ۱۸۹۷ تا ۱۹۰۳ میلادی سناتور ایالت کنتاکی در سنای ایالات متحده آمریکا بود.